# الجمعية القطرية للسكري
الجمعية القطرية للسكري مؤسسة خاصة غير ربحية تم تأسيسها عام 1995 في قطر من أجل تحسين مستوى الرعاية والمساندة لمرضى السكري وعائلاتهم وتهدف الجمعية لنشر معلومات عن مرضى السكري من خلال وسائل الإعلام بهدف زيادة الوعي العام بهذا المرض كما تقدم الجمعية النصح والمشورة والتوجيه لمرضى السكري الذين يلجؤون إليها.

## الأهداف
تعمل الجمعية يداً بيد مع العاملين في مجال تقديم الرعاية الصحية في دولة قطر لمكافحة هذا المرض عن طريق التالي:
- تقديم سبل مبتكرة لرعاية المرضى.
- وضع خطة مخصصة لوقاية المجتمع من الإصابة بمرض السكري.
- تقديم مطبوعات طبية متخصصة بمرض السكري وسبل التعامل معه والتحكم به أو الوقاية منه.

## الأقسام
قامت الجمعية القطرية للسكري بتخصيص لجان وأقسام لتسهيل هذه المهمة:
- قسم دعم وتثقيف مريض السكري.
- قسم التغذية.
- الصالات الرياضية

## روابط خارجية
- موقع الجمعية القطرية للسكري